# Telma Nery
Telma Adriana Nery Paiva (Belém, 16 de abril de 1970) é uma administradora e política brasileira, filiada ao Cidadania.

## Biografia
Telma nasceu em Belém, capital do Pará, no ano de 1970. No ano de 2012, foi eleita vereadora de Macapá, enquanto esteve filiada ao Partido Progressita (PP), recebendo 3.700 votos.
Em 2014 foi candidata a deputada federal e obteve 9.247 votos, ficando como suplente. Nas eleições de 2016, Nery enquanto filiada ao Democratas (DEM), foi candidata a vice-prefeita na chapa de Clécio Luís (REDE) para a prefeitura de Macapá. No ano de 2018, foi eleita deputada estadual do Amapá pelo Partido da Social Democracia Brasileira (PSDB).